# Упор

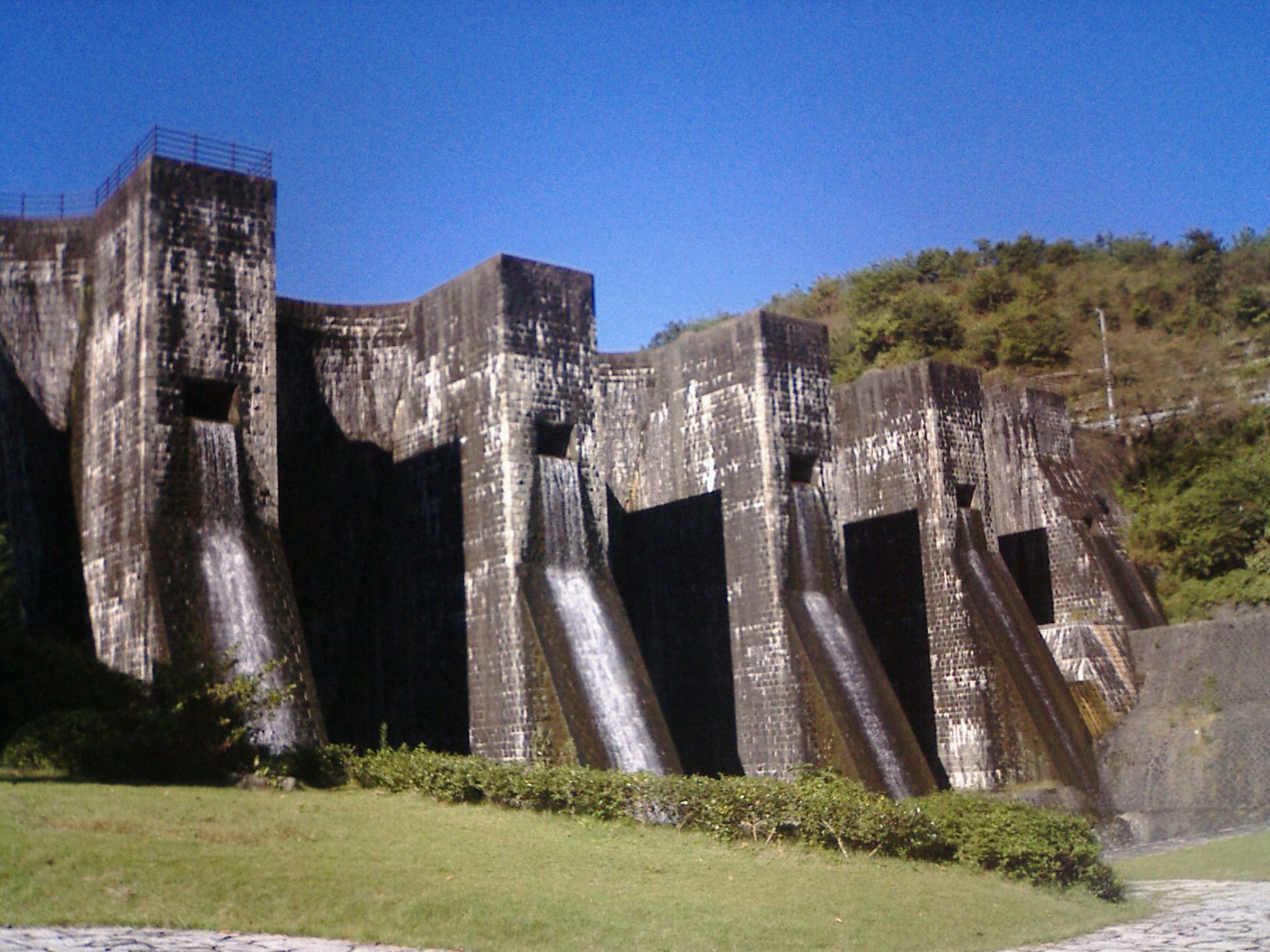
Упори греблі.

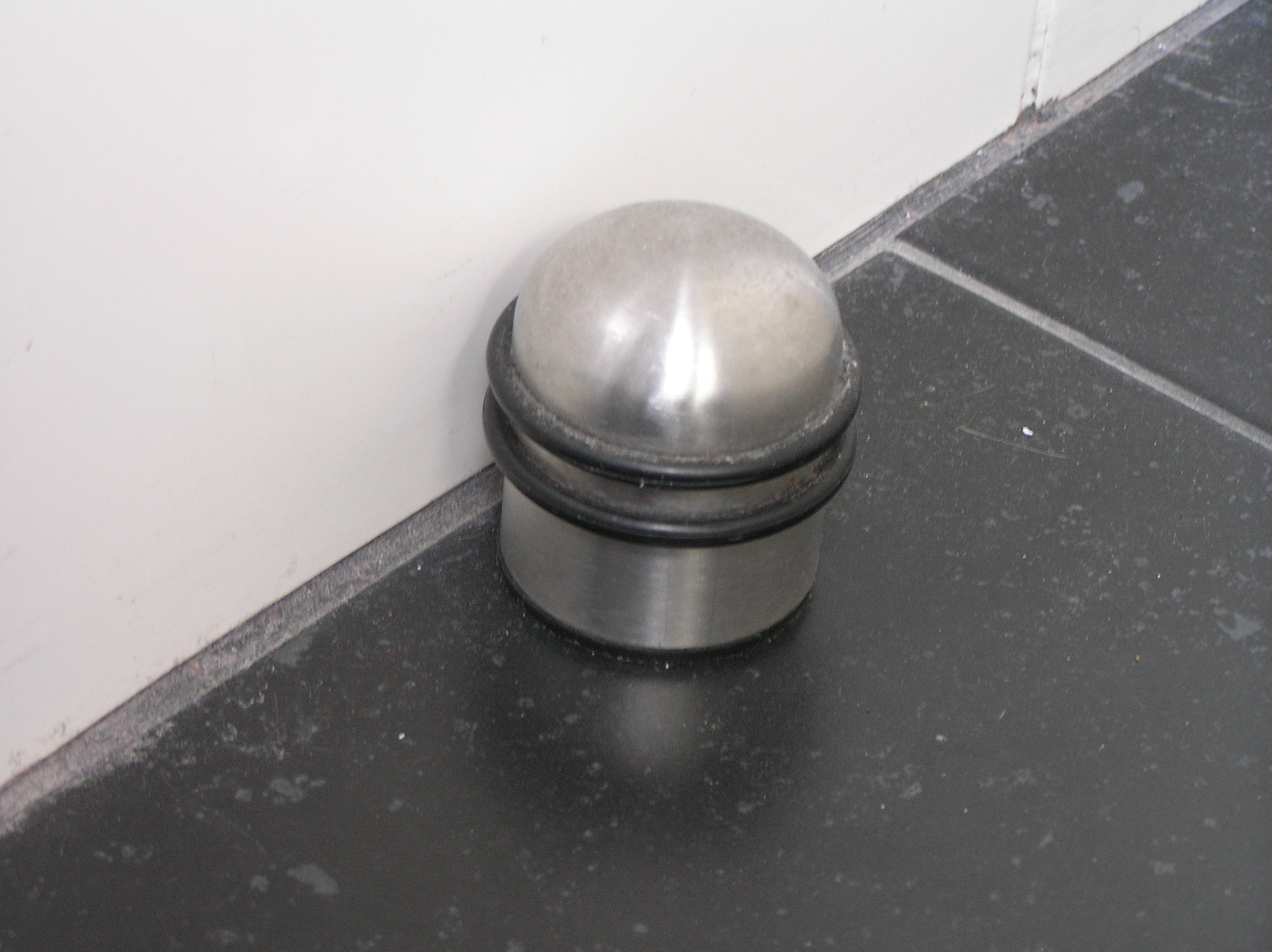
Пересувний упір дверей

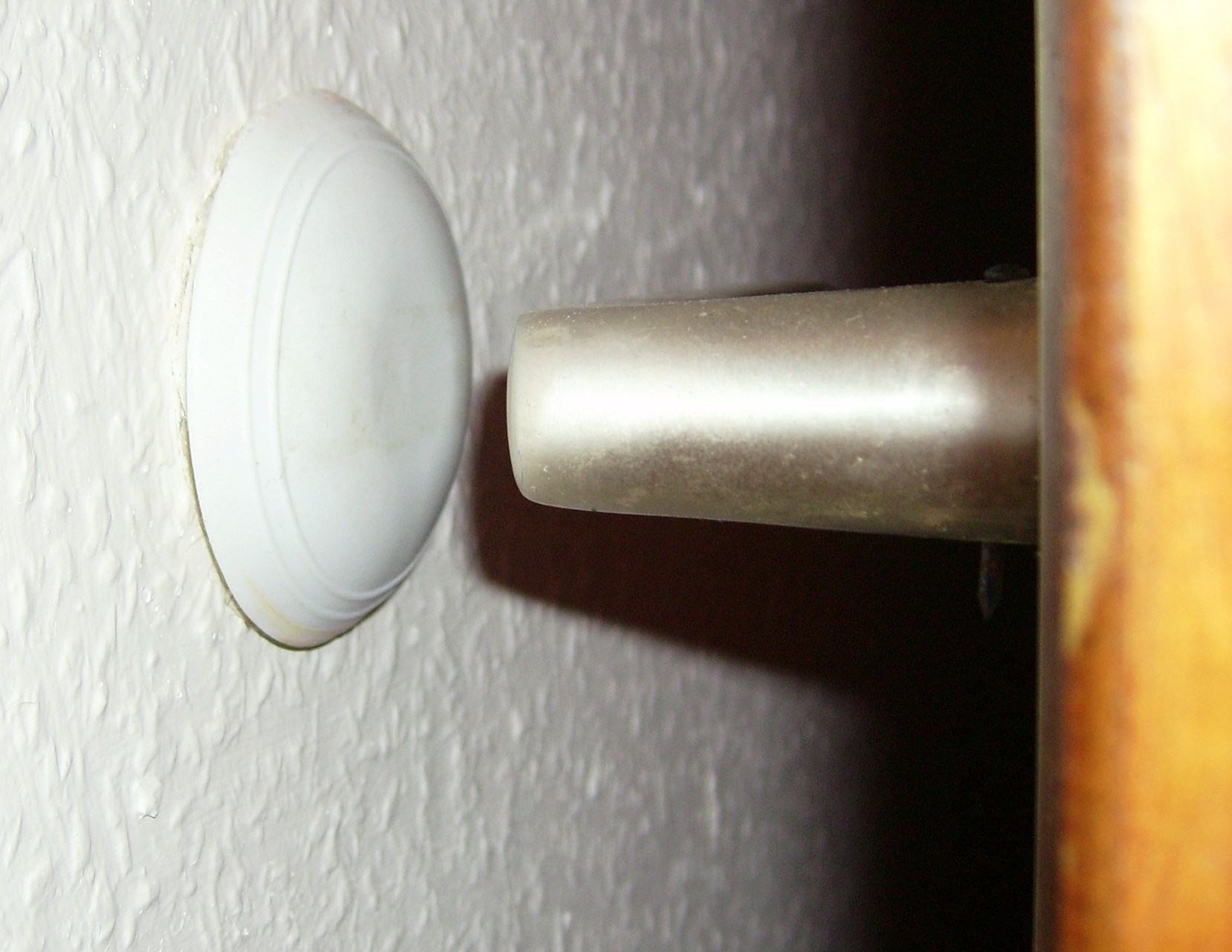
Настінний упір дверей

Упір — пристрій, предмет, який підтримує що-небудь, служить для упирання в нього. Підпірка, опора, яка підтримує що-небудь. Упори греблі. Упори дверей.

## Упір дверний
Дверний обмежувач (також упір дверей, обмежувач відчинення дверей, дверний упор) — об'єкт або пристрій, що обмежують рух дверей, затримуючий двері в одному положенні або зупиняючи двері від виходу за допустимі межі